# Mario Vogt
Mario Vogt (* 17. Januar 1992 in Stuttgart) ist ein deutscher Unternehmer, Sportlicher Leiter und ehemaliger Radrennfahrer.

## Sportliche Karriere
2008 wurde Mario Vogt deutscher Jugendmeister im Straßenrennen. 2010, in seinem letzten Jahr als Juniorenfahrer, gewann er sowohl die Tour du Valromey, die Rothaus Regio-Tour sowie eine Etappe der Niedersachsen-Rundfahrt.
Mit dem Übergang in den Erwachsenenbereich schloss er sich 2011 dem Team Heizomat an und wechselte 2012 zum Team Specialized Concept Store, für das er bei den Deutschen Straßenmeisterschaften den siebten Platz erzielte. Von 2012 bis 2016 fuhr Vogt für das rad-net Rose Team, mit dem er 2016 Deutscher Meister im Mannschaftszeitfahren wurde und mit über zwei Minuten Vorsprung auf den Zweitplatzierten Deutscher Bergmeister.
Nach einem Jahr bei Attaque Team Gusto wechselte er 2018 zum Team Sapura Cycling, für das er im ersten Jahr den Prolog der Tour of Cartier gewann. Im Jahr 2019 gewann Vogt mit der Gesamtwertung der Tour de Iskandar Johor sein einziges internationales Etappenrennen im Elitebereich und später im Jahr zwei Etappen und die Punktewertung der Philippinen-Rundfahrt. Zum Ablauf der Saison 2019 erklärte Vogt seiner Karriere als Aktiver für beendet, nahm jedoch 2021 für die Renngemeinschaft Embrace The World an der Tour of Małopolska und an der Deutschen Straßen-Radmeisterschaft teil. Für diese Mannschaft gewann er 2022 bei der Tour du Faso die 8. Etappe.

## Berufliches
Von Anfang 2020 bis Frühjahr 2021 moderierte Vogt zusammen mit Björn Thurau den deutschsprachigen Ableger des YouTube-Videokanals Global Cycling Network GCN auf Deutsch.
Vogt gründete das Unternehmen SportSharing-Network. Über dieses Netzwerk haben Sportler die Möglichkeit, weltweit Unterkünfte zu buchen, die zu ihrer Sportart passen. 2021 wurde das Unternehmen als Sporthilfe Start-up des Jahres ausgezeichnet.
In der Saison 2022 wurde Vogt Sportlicher Leiter des Radsportteams Bike Aid.
Seit Juni 2024 ist Vogt wieder, an der Seite von Neuzugang Patrick Haller, Presenter des Youtube-Kanals GCN auf Deutsch.

## Erfolge
2008
- Deutscher Meister – Straßenrennen (Jugend)

2010
- Gesamtwertung und zwei Etappen Tour du Valromey
- eine Etappe Niedersachsen-Rundfahrt (Junioren)
- Gesamtwertung Rothaus Regio-Tour (Junioren)

2016
- Deutscher Meister – Berg
- Deutscher Meister – Mannschaftszeitfahren

2017
- Bergwertung Le Tour de Filipinas

2018
- Prolog Tour of Cartier

2019
- Gesamtwertung Tour de Iskandar Johor
- zwei Etappen und Punktewertung Le Tour de Filipinas

2021
- eine Etappe der Tour du Faso